# Oldsmobile Bravada
Der Oldsmobile Bravada ist ein in den USA von General Motors produziertes Sport Utility Vehicle. Die Produktion des Oldsmobile Bravada begann im Herbst 1991, wurde ab Mitte 1995 für ein Jahr unterbrochen und endete im April 2004. Das Fahrzeug ergänzte die auf der gleichen Plattform basierenden Chevrolet Blazer und GMC Jimmy bzw. später Chevrolet TrailBlazer und GMC Envoy, indem er in höherwertigen Ausstattungsvarianten als diese angeboten wurde. Es durchlief im Laufe seines Bestehens die gleichen technischen Überarbeitungen wie Blazer und Jimmy, wurde jedoch stets nur in einer viertürigen Variante mit kurzem Radstand mit angeboten.

## 1. Generation (1991–1994)
Der erste Bravada wurde 1991 eingeführt. Er basierte auf der zeitgenössischen GMT-330-Plattform wie auch der Chevrolet S-10 Blazer und der GMC S-15 Jimmy. Der Bravada war die gehobene Variante.
Um dem gehobenen Image gerecht zu werden, waren beim Bravada viele Ausstattungsmerkmale Standard, die beim Blazer und Jimmy nur gegen Aufpreis erhältlich waren, darunter der SmartTrak-Allradantrieb, ein Antiblockiersystem, schlüsselloser Zugang mit Fernbedienung, sowie Stoßfänger und Außenverkleidung in Wagenfarbe (mit einer unteren Karosserieverkleidung in Wagenfarbe, ähnlich wie beim Jeep Grand Cherokee Limited). Standard bei allen Bravada war außerdem der aus dem Chevrolet Blazer bekannte 4,3-Liter-V6-Motor. Das SmartTrak-System hatte ein Verteilergetriebe vom Typ BorgWarner 4472 (das auch beim GMC Typhoon und den allradangetriebenen Vans Chevrolet Astro/GMC Safari in Kleinserie zum Einsatz kam), das 65 % des Drehmoments auf die Hinterachse und 35 % auf die Vorderachse überträgt oder mehr, wenn die Hinterräder beginnen durchzudrehen.
1994 brachte Oldsmobile eine Special Edition des Bravada heraus, die Ledersitze und elektronische Zusatzinstrumente bot, jedoch 1.000 US$ weniger als die Standard-Ausführung kostete. Im selben Jahr endete die Produktion.

### Motoren
- 1991: 4.3 l, LB4 V6, TBI (throttle body fuel injection), 162 PS (119 kW) (VIN Z)
- 1992–1994: 4.3 l, L35 Vortec 4300 V6, CPFI (central port fuel injection), 203 PS (149 kW) (VIN W)

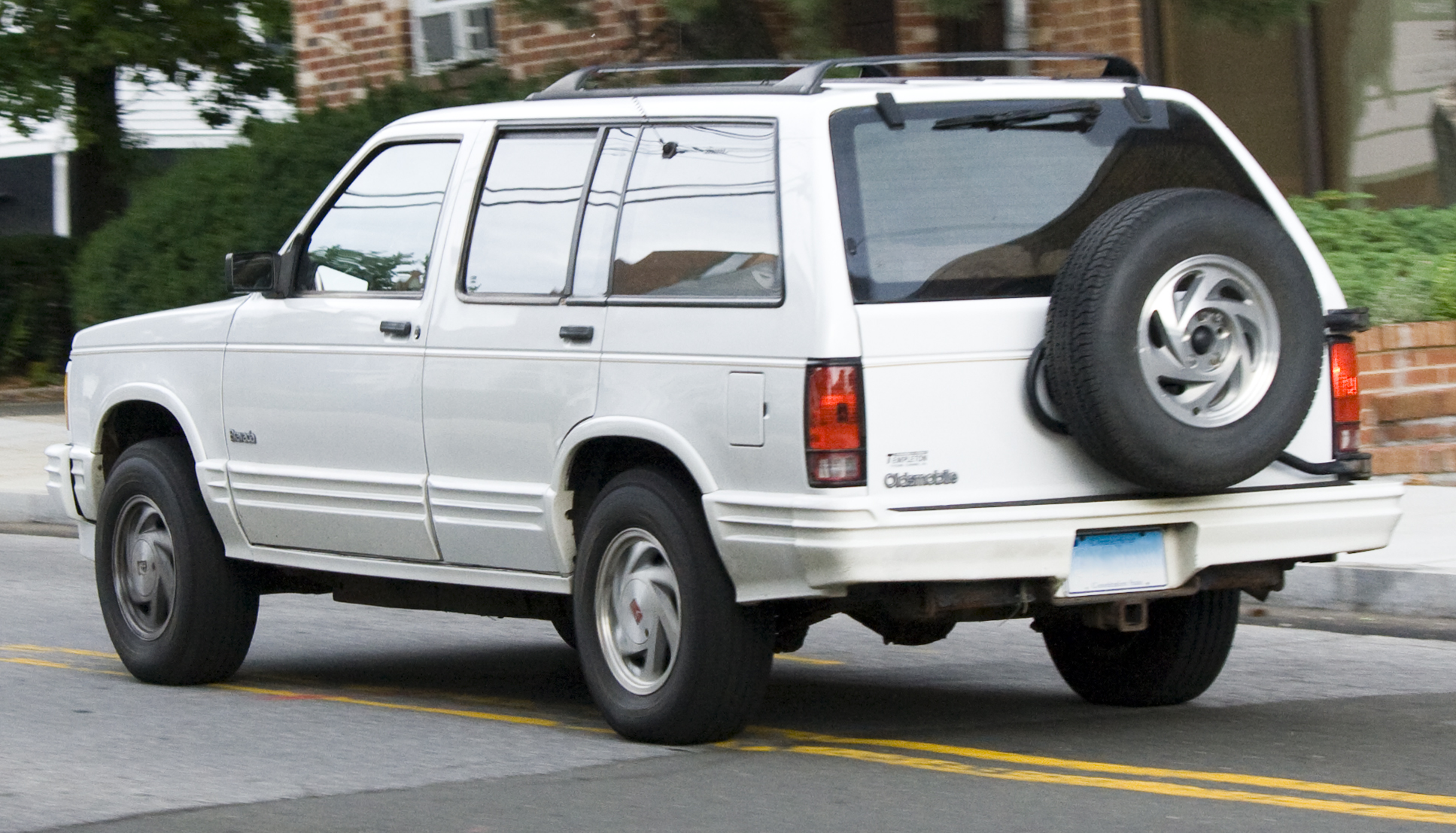
Heckansicht

## 2. Generation (1996–2001)
Im Jahr 1996 wurde die zweite Generation des Bravada eingeführt, später als die entsprechenden Plattform-Brüder Chevrolet S-10 Blazer und GMC Jimmy, da keine 1995er Modelle produziert wurden.
Die Karosserie der Modelle von 1996 und 1997 wies rundere Linien auf als die des Vorgängers. Diese Generation des Bravada konnte leichter vom Blazer und Jimmy unterschieden werden, da sie ein eigenständigeres Design hatte. Der Kühlergrill war im Oldsmobile-Stil geteilt, außerdem hatte der Bravada Leichtmetallfelgen und Karosserieverkleidung. Zur Standardausstattung gehörten ein Fahrerairbag und Tagfahrlicht und wieder das SmartTrak-Allradsystem. Das Innendesign war optisch ebenfalls angepasst worden. Um dem Premium-Image gerecht zu werden, wurde der Innenraum des Bravada aufgewertet, um sich von seinen Chevrolet/GMC-Geschwistern deutlicher zu unterscheiden.

### Facelift
1998 erfuhr der Bravada ein Facelift, bei dem vor allem die Frontpartie überarbeitet wurde und das neue Oldsmobile-Logo bekam. Das SmartTrak-System hatte nun das computergesteuerte Verteilergetriebe NP-136. Der Bravada wurde nun im Normalbetrieb mit Hinterradantrieb gefahren, und nur wenn Radschlupf festgestellt wurde, schaltete das SmartTrak-System den Vorderradantrieb zu. Der Innenraum wurde überarbeitet und erhielt Doppelairbags und eine Sitzheizung.

Im Jahr 2000 kam die Platinum Edition mit zusätzlichen Extras zur bereits üppigen Ausstattung des Bravada auf den Markt. 

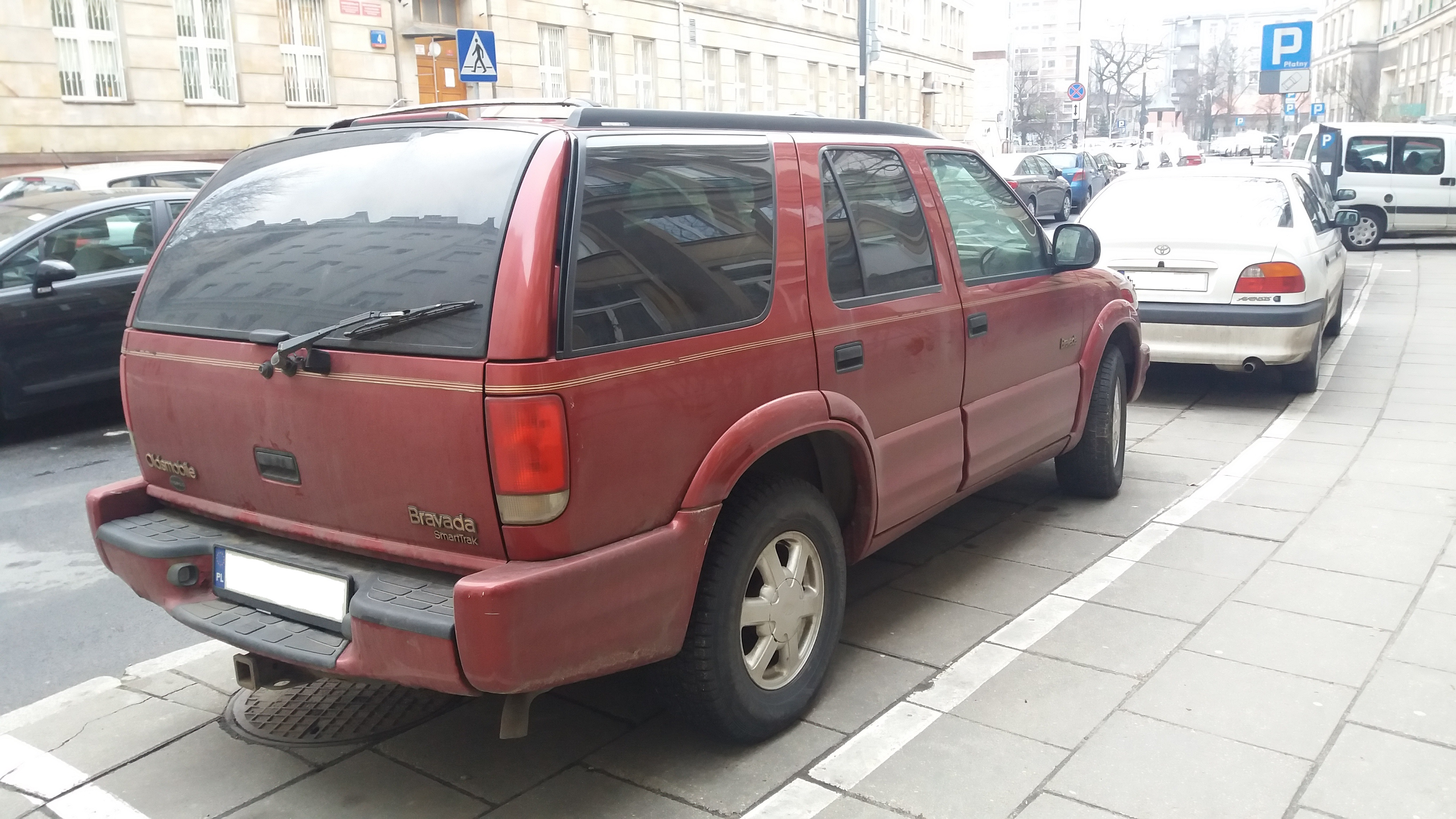
Heckansicht
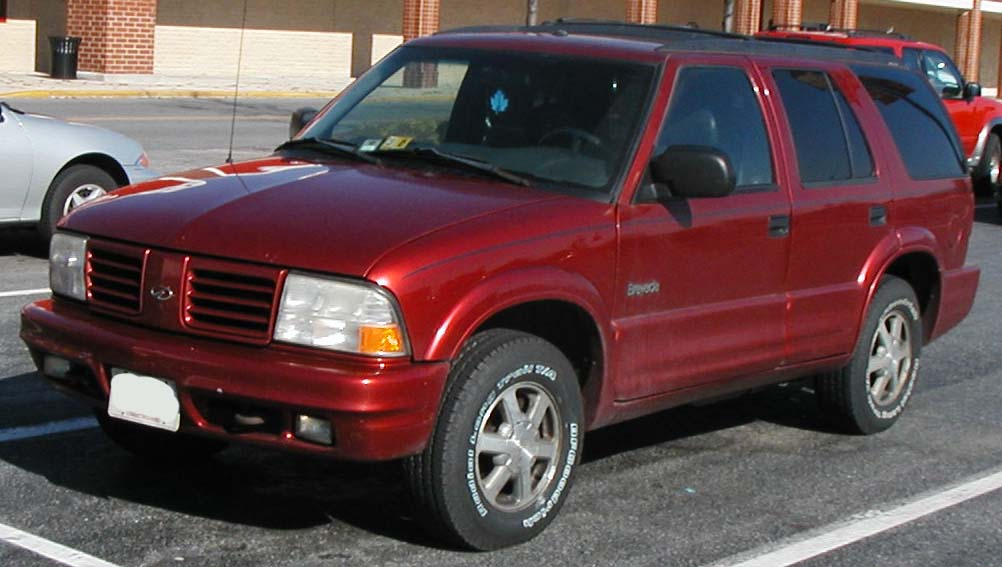
Facelift (1998–2001)

## 3. Generation (2001–2004)
Im Herbst 2001 wurde die dritte Generation des Bravada als Modell des Jahres 2002 eingeführt. Er war der erste Modell das auf der GMT360-Plattform aufbaute und das letzte neuentwickelte Oldsmobile-Modell. Diese Generation baute nun auf dem Chevrolet TrailBlazer und dem GMC Envoy auf. Wie in diesen gab es hier den neuen 273 PS (201 kW) starken Vortec-Atlas Reihensechszylinder-Ottomotor, im Bravada war er Standard. Der 4,3-Liter-V6 wurde im Bravada zugunsten eines neuen Motors eingestellt. Damit war er der erste Oldsmobile mit einem Reihensechszylinder-Motor seit dem Omega von 1976 und der einzige GMT360, der keine V8-Motoroption bot. Zum ersten Mal war auch ein Hinterradantrieb verfügbar, was ihn zum ersten Oldsmobile mit Hinterradantrieb seit dem Custom Cruiser von 1992 machte.
Mit der Einstellung der Marke Oldsmobile im April 2004 endete auch die Produktion des Oldsmobile Bravada. Die letzten 500 Bravadas wurden als „Final 500“-Sondermodelle produziert, die jeweils mit einer individuellen Sitzbestickung und Außenplaketten, die von alten Oldsmobile-Logos inspiriert waren ausgestattet waren. Außerdem hatten alle Modelle eine dunkle Kirschmetallic-Lackierung, spezielle Chrom-Leichtmetallrädern sowie einer Plakette mit der Produktionsnummer des jeweiligen Bravadas, die von 1 bis 500 reichte. Teile der Karosserie des Bravada wurde von seinen gemeinsamen Nachfolgern, dem Buick Rainier und dem Saab 9-7X, weitergeführt – letzterer blieb bis Dezember 2008 in Produktion.

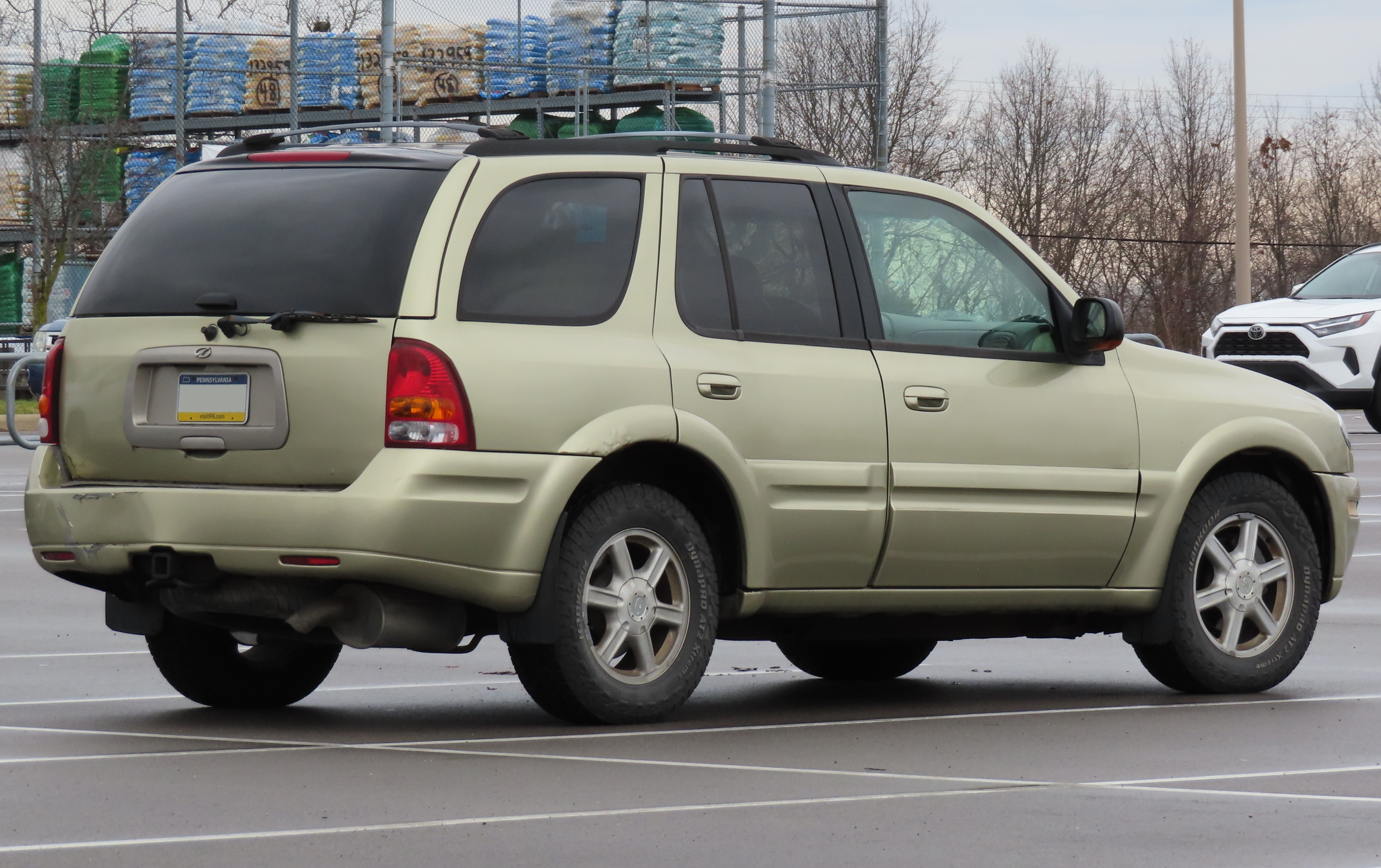
Heckansicht